# Decreto 1011
El Decreto Presidencial 1011, mejor conocido simplemente como Decreto 1011, fue un decreto presidencial de octubre de 2000 en Venezuela promovido por el presidente Hugo Chávez cuyo texto modificaba parcialmente el Reglamento del Ejercicio de la Profesión Docente, al crearse una nueva figura administrativa, la de los supervisores itinerantes. El decreto fue muy polémico y generó el primer movimiento opositor fuerte en contra del presidente Chávez que movilizó a decenas de miles de personas de la sociedad civil durante el resto del año 2000 a protestar contra el decreto bajo el lema “con mis hijos no te metas”. A pesar de la insistencia con la implementación del decreto, no pudo ser puesto en práctica debido a la oposición y las críticas de la sociedad civil.

## Contenido
El Decreto 1011 modificaba parcialmente el Reglamento del Ejercicio de la Profesión Docente y creaba la figura de los Supervisores Itinerantes Nacionales en las instituciones educativas, quienes podían ser nombrados directamente por el Ministro de Educación, Cultura y Deportes; sus autoridades y funciones incluía el levantamiento de informes, la rendición de cuentas directamente con el ministro de educación y hasta el nombramiento y la remoción de sus directores. El decreto también permitía que maestros cubanos participaran en planes de alfabetización en Venezuela.

## Críticas
El decreto fue muy polémico y generó el primer movimiento opositor fuerte en contra del presidente Chávez que movilizó a decenas de miles de personas de la sociedad civil durante el resto del año 2000 a protestar contra el decreto bajo el lema “con mis hijos no te metas”. Grupos civiles y sectores privados interpusieron recursos de nulidad ante el Tribunal Supremo de Justicia  en contra de la creación de supervisores oficiales; dichos recurso legales fueron desechados por el Tribunal Supremo.
La Red Venezolana de Educación para los Derechos Humanos, conformada por catorce organizaciones no gubernamentales de derechos humanos, vio con beneplácito la preocupación del Poder Ejecutivo de la supervisión en el proceso educativo pero expresó consternación por varios aspectos del programa. La Red consideró como una regresión que el artículo 1 del decreto no especificara claramente el concurso como condición para acceder a la función de supervisor; también expresó preocupación sobre los límites de los supervisores y que entre las decisiones punitivas necesarias que podían generarse sólo mencionaran a la sustitución de directores, y consideró que las condiciones establecidas para ejercer la función no eran suficientes, contradecían el propio Reglamento del Ejercicio de la Profesión Docente que modificaba y expresó que podía generar conflictos con los otros niveles de supervisión. La Red Venezolana de Educación continuó considerando como "necesaria y urgente" la amplia difusión y legalización de las condiciones prometidas por el Ministerio de Educación y el reglamento del concurso y declaró que los informes de los supervisores debían ser presentados en el marco del respeto y garantía de los derechos de todas las partes involucradas, especialmente los de la defensa, el debido proceso y tanto la honra como la reputación de las personas, para que las decisiones no se convirtieran en mecanismos arbitrarios. La Asociación de Colegios Privados (ACP) sostuvo que los supervisores itinerantes serían un mecanismo oficial para intervenir en la educación privada y amenazó con no permitir el acceso de esos funcionarios a las escuelas particulares. A pesar de que Chávez insistió con la implementación del decreto, no pudo ser puesto en práctica debido a la oposición de la sociedad civil.
El 19 de diciembre de 2000, en una cadena de radio y televisión, el ministro de educación Héctor Navarro rechazó varias de las críticas al decreto, declarando que los supervisores debían tener una idoneidad académica que deben demostrar con documentos, que su incorporación se realizaría bajo un estricto concurso de credenciales y que no ingresarían por ninguna recomendación política, de un gremio o de alguna federación. Navarro sostuvo que el decreto buscaba crear un nivel de supervisores que reportaran directamente al ministerio cualquier irregularidad que se presente en una institución educativa, como el cobro de matrícula en las escuelas públicas, la mala calidad de los docentes, el enriquecimiento ilícito de la directiva del plantel, los defectos en la planta física y la falta de bebedores o de comida adecuada para los alumnos, para la rápida búsqueda de medidas correctivas. El 31 de enero de 2001 Navarro explicó en un foro convocado por el Colegio San Ignacio de Loyola que el decreto fue desarrollado pensando en la educación pública y no la privada, y admitió que algunas decisiones tomadas por su despacho habían sido poco afortunadas, que subestimó la reacción que iba a provocar, y que después de una reunión con el sacerdote Arturo Sosa entendió que fue un error no explicar públicamente los alcances e intenciones del decreto.
Las manifestaciones contra el decreto continuaron en 2001; el 31 de marzo se realizó una congregación en Caracas en la que se calificó al decreto como "cubanización e ideologizante'', y las movilizaciones se convirtieron en la base del rechazo opositor a Hugo Chávez hasta 2002. El 1 de abril de 2001, en su programa de radio Aló Presidente, Chávez aseguró que la creación por decreto de supervisores itinerantes y la firma de un convenio educativo con Cuba forman parte del esquema de enseñanza que estaba estudiando su gobierno, afirmando que intentaba crear "un modelo de educación bolivariana" destinado a garantizar instrucción "gratuita, pública, obligatoria y de  alta calidad" y negando que fuese un plan para "cubanizarla". En el programa Chávez anunció que el convenio de cooperación firmado con Cuba cubrirá también la asesoría en materia deportiva e insistió con que el decreto iba a ser aplicado "porque era necesario". A pesar de la insistencia con la implementación del decreto, no pudo ser puesto en práctica debido a la oposición y las críticas de la sociedad civil.